# مورتون بارد
مورتون بارد (بالإنجليزية: Morton Bard)‏ هو عالم نفس أمريكي، ولد في 7 مارس 1924، وتوفي في 4 ديسمبر 1997.